# The Young and Prodigious T.S. Spivet
The Young and Prodigious T.S. Spivet is een film uit 2013 van Jean-Pierre Jeunet, naar het boek The Selected Works of T.S. Spivet van Reif Larsen. Onder andere Kyle Catlett, Helena Bonham Carter, Judy Davis en Callum Keith Rennie spelen een rol.

## Verhaal
De 10-jarige T.S. komt uit een excentrieke familie, die op het platteland woont, in de Amerikaanse staat Montana. Zijn moeder is een enigszins verstrooide entomoloog, zijn vader denkt dat hij een cowboy is, zijn oudere zus droomt ervan om mee te doen aan een schoonheidswedstrijd, en zijn tweelingbroer Layton is een jaar eerder per ongeluk gedood door een wapen. Waar Layton een enorme stoere jongen was, die hield van buitenspelen en schieten op alles wat bewoog, is T.S. het andere uiterste. T.S. houdt vooral van het doen van uitvindingen. Zijn schetsen stuurt hij vervolgens naar gerenommeerde tijdschriften en instituten, en zijn werk wordt met enige regelmaat nog geplaatst ook. Toch voelt T.S. zich niet begrepen. Niet door de meester op school, die vindt dat T.S. lijdt aan zelfoverschatting, niet door zijn klasgenoten die hem uitlachen, en niet door zijn familie. Want hij heeft het gevoel dat ze veel meer hielden van zijn broertje dan van hem.
Op een dag wordt T.S. opgebeld door het Smithsonian Institute. Ze zijn onder de indruk van zijn tekeningen voor een perpetuum mobile die ze ontvangen hebben, en willen T.S. hier graag een prijs voor uitreiken. Dat T.S. nog een jongetje is, weten ze echter niet. T.S. pakt zijn tas in en gaat op stap. Met een list weet hij een goederentrein staande te houden, waarmee hij richting Washington D.C. reist. Eenmaal aangekomen bij het instituut, wil men eerst niet geloven dat dit jongetje de veelgeprezen uitvinder T.S. Spivet is. Hij weet zich echter te bewijzen met enkele slimme uitspraken en een toespraak.
Zijn de ouders en zus zijn intussen in rep en roer over zijn verdwijning. Ze komen erachter waar T.S. is, zoeken hem op in Washington, en weten hem duidelijk te maken dat ze echt heel veel van hem houden.

## Rolverdeling
- Kyle Catlett als T. S. Spivet
- Jakob Davies als Layton, de tweelingbroer van T.S.
- Niamh Wilson als Gracie, de oudere zus van T.S.
- Helena Bonham Carter als Dr. Clair, de moeder van T.S.
- Callum Keith Rennie als de vader van T.S.
- Judy Davis als Jibsen
- Dominique Pinon